# Równina Wrzesińska
Równina Wrzesińska (315.56) – mezoregion fizycznogeograficzny w środkowo-zachodniej Polsce, stanowiący południową część Pojezierza Wielkopolskiego. Region graniczy od północy i wschodu z Pojezierzem Gnieźnieńskim, od zachodu z Poznańskim Przełomem Warty a od południa z Kotliną Śremską i Doliną Konińską. Równina Wrzesińska leży w całości na obszarze województwa  wielkopolskiego.
Mezoregion jest na ogół bezjeziorną równiną morenową z niewielkimi sandrowo-kemowymi wzniesieniami. Jeziora występują jedynie pod Kórnikiem. Gleby Równiny Wrzesińskiej stanowią m.in. bielicoziemy, brunatnoziemy i czarne gleby bagienne, wykorzystywane głównie dla potrzeb rolnictwa.
Głównymi ośrodkami miejskimi regionu są Poznań (wschodnie dzielnice), Swarzędz, Września, Środa Wielkopolska, Słupca, Kostrzyn, Witkowo, Kórnik, Miłosław, Nekla, Pyzdry, Zaniemyśl i Czerniejewo, ponadto wsie Strzałkowo, Niechanowo, Kołaczkowo, Dominowo i Kleszczewo.